# Ain't Nobody (chanson de Rufus and Chaka Khan)
Pour les articles homonymes, voir Ain't Nobody.
Ain't Nobody est une chanson du groupe de funk américain Rufus et Chaka Khan sortie en 1983, extraite de l'album Stompin' at the Savoy. Il s'agit d'un album live qui comporte cependant quatre chansons enregistrées en studio, dont celle-ci.
Elle est écrite et composée par David "Hawk" Wolinski, le clavier du groupe.
Aux États-Unis, Ain't Nobody se classe 22e dans le Billboard Hot 100 et 1re du classement Hot R&B/Hip-Hop Songs. Au Royaume-Uni la chanson obtient la 8e place. Une version remixée se classe 6e dans ce pays en 1989.
Elle a été reprise avec succès plusieurs fois, notamment par Jaki Graham, Diana King, LL Cool J, Liberty X et Felix Jaehn en collaboration avec Jasmine Thompson qui ont tous eu les honneurs des hit parades internationaux.

## Distinction
En 1984, la chanson reçoit le Grammy Award de la meilleure prestation vocale R&B par un duo ou un groupe.

## Classements et certifications
| Classement (1983-1984)                    | Meilleure position |
| ----------------------------------------- | ------------------ |
| États-Unis (Billboard Hot 100)            | 22                 |
| États-Unis (Hot R&B/Hip-Hop Songs)        | 1                  |
| Irlande (Irish Singles Chart)             | 8                  |
| Pays-Bas (Single Top 100)                 | 36                 |
| Royaume-Uni (The Official Charts Company) | 8                  |

| Classement (1989)                         | Meilleure position |
| ----------------------------------------- | ------------------ |
| Allemagne (Media Control AG)              | 9                  |
| Royaume-Uni (The Official Charts Company) | 6                  |

| Pays                  | Certification | Unités certifiées |
| --------------------- | ------------- | ----------------- |
| Canada (Music Canada) | Or            | 40 000            |
| États-Unis (RIAA)     | Platine       | 1 000 000         |
| Royaume-Uni (BPI)     | 2 × Platine   | 1 200 000         |

## Reprises
Ain't Nobody a fait l'objet de nombreuses reprises. Celles mentionnées ci-dessous sont entrées dans les classements des ventes d'au moins deux pays.

### Version de Jaki Graham
La chanteuse britannique Jaki Graham reprend la chanson en 1994. Elle entre dans les hit parades de plusieurs pays et arrive en tête du Hot Dance Club Play, le classement des titres les plus diffusés en discothèque aux États-Unis.
Classements hebdomadaires
| Classement (1994)                         | Meilleure position |
| ----------------------------------------- | ------------------ |
| Australie (ARIA)                          | 17                 |
| Écosse (OCC)                              | 46                 |
| États-Unis (Hot Dance Club Songs)         | 1                  |
| Royaume-Uni (The Official Charts Company) | 44                 |

### Version de KWS and Gwen Dickey
En 1994 également, le groupe de dance britannique KWS accompagné de la chanteuse Gwen Dickey propose sa version sous le titre Ain't Nobody (Loves Me Better) qui se classe au Royaume-Uni et en Australie.
Classements hebdomadaires
| Classement (1994)                         | Meilleure position |
| ----------------------------------------- | ------------------ |
| Australie (ARIA)                          | 43                 |
| Royaume-Uni (The Official Charts Company) | 21                 |

### Version de Diana King
En 1995, la chanteuse jamaïcaine Diana King propose sa version qui est un succès international.
Classements hebdomadaires
| Classement (1995)                         | Meilleure position |
| ----------------------------------------- | ------------------ |
| Allemagne (Media Control AG)              | 62                 |
| Belgique (Flandre Ultratop 50 Singles)    | 48                 |
| Belgique (Wallonie Ultratop 50 Singles)   | 25                 |
| États-Unis (Hot 100)                      | 94                 |
| États-Unis (Hot Dance Club Songs)         | 4                  |
| France (SNEP)                             | 41                 |
| Nouvelle-Zélande (RMNZ)                   | 28                 |
| Pays-Bas (Single Top 100)                 | 27                 |
| Royaume-Uni (The Official Charts Company) | 13                 |
| Suède (Sverigetopplistan)                 | 30                 |
| Suisse (Schweizer Hitparade)              | 31                 |

### Version de LL Cool J
Le rappeur américain LL Cool J reprend Ain't Nobody en 1996 pour la bande originale du film Beavis et Butt-Head se font l'Amérique (Beavis and Butt-Head Do America) de Mike Judge. Le single arrive en tête des ventes au Royaume-Uni.
Classements hebdomadaires
| Classement (1996-1997)                    | Meilleure position |
| ----------------------------------------- | ------------------ |
| Allemagne (Media Control AG)              | 33                 |
| États-Unis (Billboard Hot 100)            | 46                 |
| Finlande (Suomen virallinen lista)        | 18                 |
| Irlande (Irish Singles Chart)             | 12                 |
| Nouvelle-Zélande (RMNZ)                   | 30                 |
| Pays-Bas (Single Top 100)                 | 30                 |
| Royaume-Uni (The Official Charts Company) | 1                  |
| Royaume-Uni (UK R&B Chart)                | 1                  |
| Suède (Sverigetopplistan)                 | 30                 |

| Pays              | Certification | Unités certifiées |
| ----------------- | ------------- | ----------------- |
| Royaume-Uni (BPI) | Argent        | 200 000           |

### Version de The Course
En 1997, une version Dance par le groupe néerlandais The Course (en) fait son apparition dans les charts.
Classements hebdomadaires
| Classement (1997)                         | Meilleure position |
| ----------------------------------------- | ------------------ |
| Pays-Bas (Single Top 100)                 | 28                 |
| Royaume-Uni (The Official Charts Company) | 8                  |
| Suisse (Schweizer Hitparade)              | 31                 |

### Version de Richard X vs. Liberty X
Le groupe de pop britannique Liberty X, associé au producteur Richard X, sort en mars 2003 le single Being Nobody qui est un mashup entre Ain't Nobody et Being Boiled du groupe The Human League.
Le morceau rencontre le succès dans plusieurs pays.
Classements hebdomadaires
| Classement (2003)                         | Meilleure position |
| ----------------------------------------- | ------------------ |
| Allemagne (Media Control AG)              | 79                 |
| Australie (ARIA)                          | 36                 |
| Belgique (Flandre Ultratop 50 Singles)    | 26                 |
| Belgique (Wallonie Ultratop 50 Singles)   | 3                  |
| Écosse (OCC)                              | 2                  |
| France (SNEP)                             | 88                 |
| Irlande (Irish Singles Chart)             | 9                  |
| Italie (FIMI)                             | 28                 |
| Nouvelle-Zélande (RMNZ)                   | 49                 |
| Pays-Bas (Single Top 100)                 | 50                 |
| Royaume-Uni (The Official Charts Company) | 3                  |

### Version de Felix Jaehn feat. Jasmine Thompson
En 2013, la chanteuse britannique Jasmine Thompson, alors âgée de 13 ans, reprend à son tour la chanson et obtient la 32e place dans son pays. Cette version est remixée en 2015 par le DJ allemand Felix Jaehn sous le titre Ain't Nobody (Loves Me Better), et connaît un important succès en Europe (no 1 en Allemagne et en Autriche, dans les cinq premiers dans plusieurs pays). Elle est incluse dans le premier album de Felix Jaehn intitulé I sorti en 2018.
| Classement (2015)                         | Meilleure position |
| ----------------------------------------- | ------------------ |
| Allemagne (Media Control AG)              | 1                  |
| Australie (ARIA)                          | 6                  |
| Autriche (Ö3 Austria Top 40)              | 1                  |
| Belgique (Flandre Ultratop 50 Singles)    | 6                  |
| Belgique (Wallonie Ultratop 50 Singles)   | 7                  |
| Canada (Canadian Hot 100)                 | 95                 |
| Danemark (Tracklisten)                    | 2                  |
| Espagne (PROMUSICAE)                      | 6                  |
| États-Unis (Hot Dance Club Songs)         | 50                 |
| États-Unis (Hot Dance Electronic Songs)   | 10                 |
| Finlande (Suomen virallinen lista)        | 10                 |
| France (SNEP)                             | 2                  |
| Irlande (Irish Singles Chart)             | 5                  |
| Italie (FIMI)                             | 22                 |
| Norvège (VG-lista)                        | 13                 |
| Nouvelle-Zélande (RMNZ)                   | 21                 |
| Pays-Bas (Single Top 100)                 | 2                  |
| Pays-Bas (Nederlandse Top 40)             | 1                  |
| Royaume-Uni (The Official Charts Company) | 2                  |
| Royaume-Uni (UK Dance Chart)              | 1                  |
| Suède (Sverigetopplistan)                 | 7                  |
| Suisse (Schweizer Hitparade)              | 5                  |

| Pays                       | Certification | Unités certifiées |
| -------------------------- | ------------- | ----------------- |
| Allemagne (BVMI)           | Diamant       | 1 000 000         |
| Australie (ARIA)           | 3 × Platine   | 210 000           |
| Autriche (IFPI)            | Platine       | 30 000            |
| Belgique (BEA)             | Platine       | 20 000            |
| Brésil (Pro-Música Brasil) | 2 × Platine   | 120 000           |
| Canada (Music Canada)      | 2 × Platine   | 160 000           |
| Danemark (IFPI)            | 2 × Platine   | 120 000           |
| Espagne (Promusicae)       | 2 × Platine   | 80 000            |
| États-Unis (RIAA)          | Or            | 500 000           |
| France (SNEP)              | Or            | 75 000            |
| Italie (FIMI)              | 3 × Platine   | 150 000           |
| Mexique (AMPROFON)         | Or            | 30 000            |
| Nouvelle-Zélande (RMNZ)    | Platine       | 15 000            |
| Pays-Bas (NVPI)            | 5 × Platine   | 150 000           |
| Pologne (ZPAV)             | 4 × Platine   | 80 000            |
| Royaume-Uni (BPI)          | Platine       | 600 000           |
| Suède (GLF)                | 5 × Platine   | 200 000           |
| Suisse (IFPI)              | Platine       | 30 000            |

## Autres reprises
Ain't Nobody a aussi été reprise par Mary J. Blige (55e en Suisse en 2011), le groupe de techno allemand Scooter sous le titre It's a Biz (Ain't Nobody)(79e dans leur pays en 2012), Amii Stewart, Hermes House Band ou KT Tunstall parmi d'autres.